# Heteroclytomorpha singularis
Heteroclytomorpha singularis är en skalbaggsart som beskrevs av Stefan von Breuning 1939. Heteroclytomorpha singularis ingår i släktet Heteroclytomorpha och familjen långhorningar.
Artens utbredningsområde är Fiji. Inga underarter finns listade i Catalogue of Life.